# Cloniella
Cloniella är ett släkte av insekter. Cloniella ingår i familjen vårtbitare.
Kladogram enligt Catalogue of Life:
| Cloniella | \| \| Cloniella praedatoria \| \| \| \| \| \| Cloniella zambesica \| \| \| \| |
|           | \| \| Cloniella praedatoria \| \| \| \| \| \| Cloniella zambesica \| \| \| \| |
|           | Cloniella praedatoria                                                         |
|           |                                                                               |
|           | Cloniella zambesica                                                           |
|           |                                                                               |